# داودا سيساي
داودا سيساي (بالفرنسية: Dawda Ceesay)‏ لاعب كرة قدم غامبي، يلعب في خط الوسط لعب سابقاً في نادي السد السعودي .

## روابط خارجية
داودا سيساي على موقع قاعدة بيانات كرة القدم.إي يو (الإنجليزية)
- داودا سيساي على موقع Soccerway.com (الإنجليزية)